# A mérközés
A mérközés est un film hongrois réalisé par Ferenc Kósa, sorti en 1981

## Fiche technique
- Titre :  	A mérközés
- Titre bulgare : Мачът
- Titre polonais : Mecz
- Titre international :
- Réalisation : Ferenc Kósa
- Genre :
- Scénario : Ferenc Kósa
- Musique :
- Photographie : Sándor Sára
- Montage : Margit Galamb
- Costumes :
- Décors :
- Production : Mafilm
- Pays d'origine : Hongrie
- Format : Couleur - Mono
- Caméra : Arriflex
- Durée : 105 minutes
- Date de sortie : Hongrie : 30 avril 1981

## Distribution
- Alicja Jachiewicz (pl)
- Piroska Molnár
- Gábor Koncz (en)
- Szilágyi Tibor (színművész) (hu)
- András Kozák
- Ferenc Bessenyei
- Ferenc Bencze (ro)
- Károly Gép
- Gábor Harsányi (en)
- Ildikó Pécsi
- Szilágyi István (színművész) (hu)
- Péter Franek
- Dózsa László (színművész) (hu)
- Imre M. Szabó
- Ferencz Éva (színművész) (hu)
- Mari Takátsy
- Hunyadkürti István (hu)
- Lajos Szűcs
- Éva Bokodi
- Csaba Vidáts
- Szerencsi Hugó (hu)
- Bertalan Bicskei
- Halmágyi Sándor (színművész) (hu)
- Komlós András (színművész) (hu)
- Ferenc Kulcsár
- László Horváth
- Mátyás Usztics (en)
- Mikó István (színművész) (hu)